# Denis Rolland
À ne pas confondre avec Denis Rolland, historien et recteur d'académie, né en 1958
Denis Rolland, né le 3 août 1943 à Ambleny est un ingénieur ETP, et un historien français.
De 1994 à 1999, il a été membre de la commission de classement des monuments historiques de la Picardie. Il est actuellement le Président de la Société Historique et Scientifique de Soissons (Aisne). Il participe aux activités du Collectif de Recherche International et de Débat sur la Guerre de 1914-1918.

## Publications

### Ouvrages sur le patrimoine
- La maison rurale en Soissonnais (éd. Créer 1990).
- Architectures rurales de Picardie : le Soissonnais (éd. Créer 1998).

### Articles publiés sur le patrimoine
- "Le donjon d'Ambleny" (Congrès archéologique de France, 1990).
- "Le château de Vic-sur-Aisne" (Congrès archéologique de France, 1990).
- "Le château de Vierzy" (Féd. Sté Hist. Aisne, 1993).
- "Maisons rurales du Soissonnais" (Revue des Maisons paysannes de France, 1997).
- "Château et manoirs de l'Aisne" (Revue des Vieilles maisons françaises, 1998).
- "Le château de Pernant" (Mém. Soiss. 1999).
- "Construction et reconstruction de l'église d'Ambleny" (Féd. Sté Hist. Aisne, 2002).
- "La maison forte du Saussoye à Ribécourt" (Annales historiques compiègnoises, 2002)
- "Le prieuré St Pierre de Rethondes" (Annales historiques compiègnoises, 2003)

### Ouvrages sur 14-18
- Ambleny le temps d'une guerre (SAHS 1993).
- La grève des tranchées (IMAGO 2005)
- Nivelle: L'inconnu du Chemin des Dames (IMAGO 2012)

### Articles publiés sur 14-18
- "Les canonnières de l'Aisne" (L'Aisne, une rivière, 1995).
- "La justice militaire en 1914-15 : le cas de la 6e armée" (Féd. Sté Hist. Aisne, 1996).
- "L'affaire Bersot, l'envers du décor" (Revue du Cercle généal. Franche Comté, 1998)
- "Les fusillés de Chacrise" (Graine d'Histoire no 14, 2001)
- "La révolte des brigades Russes en 1917" (Graine d'histoire no 19, 2003)
- "Un ciel allemand?" (Le Chemin des Dames sous la direction de Nicolas Offenstadt, 2004)
- "Révolte à Vendresse" (Le Chemin des Dames sous la direction de Nicolas Offenstadt, 2004)
- "Ni responsable, ni coupable : la commission Brugère" (Le Chemin des Dames sous la direction de Nicolas Offenstadt, 2004)
- "Le suicide aux armées en 1914-1918, une première approche quantitative globale" (La Grande Guerre, pratiques et expériences, 2005)

### Articles publiés sur des sujets divers
- "Un bateau nommé la tour d'Ambleny" (Féd. Sté Hist. Aisne 1991).
- "Journal d'un combattant de l'an II" (Féd. Sté Hist. Aisne, 1996).